# Mesostenus curvipes
Mesostenus curvipes là một loài tò vò trong họ Ichneumonidae.